# Karin Mayer
Karin Mayer (* 1975 in Heidenheim an der Brenz) ist eine ehemalige deutsche Degenfechterin.
Mayer war für die Fechtabteilung des Heidenheimer SB aktiv. 1990 holte sie bei den Kadetten-Europameisterschaften in Gouda Bronze. 1993 gewann sie als amtierender Deutscher Meister den Europapokal für Vereinsmannschaften in Zoetermeer mit Carolin Kolb, Sabine Krapf und Heike Schönborn; Ersatzfechterin war die damals 17-jährige Imke Duplitzer. Ihre größten Erfolge errang sie 1994 mit dem Gewinn der Silbermedaille bei den Europameisterschaften in Krakau und dritten Plätzen mit dem Heidenheimer SB bei den Deutschen Meisterschaften.
Sie ist Vorstand Finanzen in der Fechtabteilung des HSB.